# Augustin Pouyer-Quertier
Augustin Thomas Pouyer-Quertier (Étoutteville, 2 settembre 1820 – Rouen, 2 aprile 1891) è stato un politico e imprenditore francese.

## Biografia
Studiò all'École polytechnique e fondò a Rouen un'industria cotoniera. Dal 1854, e per tutta la vita, fu sindaco di  Fleury-sur-Andelle e nel 1857 fu eletto per la prima volta nel Corpo legislativo, dove sedette fino al 1869. Nel 1862 presiedette la Compagnie française per lo coltivazione del cotone in Algeria.
Anche dopo la caduta del Secondo Impero continuò la sua carriera politica. Fu eletto all'Assemblea Nazionale nel 1871 e nominato ministro delle Finanze del governo Thiers. Impose una serie di nuove imposte per far fronte all'oneroso trattato di pace con la Germania. Fu costretto alle dimissioni dal governo il 23 aprile 1872 per aver difeso e giustificato le malversazioni di Janvier de La Motte, un ex-prefetto bonapartista.
Appoggiò il governo de Broglie e dal 1876 alla morte fu sempre eletto al Senato.